# Licurg
|  | Per a altres significats, vegeu «Licurg (desambiguació)». |

Licurg (grec antic: Λυκοῦργος, Lycurgus) fou un polític i legislador espartà de caràcter mig històric, mig llegendari, al qual s'atribueix l'autoria de la constitució espartana.

## Biografia
De la seva vida, Plutarc diu que no es coneix ni es pot dir res que sigui realment cert, ni de la seva genealogia, ni dels seus viatges, ni de les seves lleis ni les seves decisions polítiques. El que se sap d'ell entra en el terreny mític, ja que s'explica de manera molt diferent pels diversos autors de l'antiguitat i la realitat dels fets que s'esmenten és més que dubtosa. La mateixa existència de Licurg ha estat posada en qüestió. Actualment es considera que és un personatge semi-històric, i que algú amb el nom de Licurg va ser un legislador i potser un heroi, ja que a Esparta hi havia un temple dedicat a Licurg.
Aristòtil el situa al començament del segle ix aC, i el fa contemporani d'Ifit. Els dos homes van establir el sagrat armistici d'Olímpia prohibint tota mena de guerres en període dels festivals d'Olímpia i el territori d'Elis es declarava protegit de tot acte d'agressió. Xenofont el situa més de 200 anys abans, en època dels heraclides. Heròdot fa a Licurg guardià del seu nebot Labotes, futur rei d'Esparta, però potser es tractaria d'un segon Licurg com diu Timeu. Alguns relats el fan fill de Prítanis i germà d'Eunom (com diu Simònides de Ceos), i d'altres el fan fill d'Eunom d'Esparta i tutor del seu nebot Carilau.
Esparta es trobava en un estat d'anarquia degut potser a la conquesta de part del territori pels doris, quan va morir Polidectes. El seu germà Licurg va ser nomenat tutor del seu nebot pòstum. La reina vídua va proposar a Licurg de destronar a l'infant i assolir la corona però Licurg va proclamar al fill només aquest va néixer. Per desmentir els rumors de què ambicionava el tron, va abandonar el país i va visitar molts llocs, com ara Creta on va conèixer les lleis donades per Minos, Àsia Menor on va descobrir el malviure dels jonis davant les bones lleis dels doris. Es diu que va trobar al mateix Homer, o que almenys va introduir els seus poemes a Esparta. Va viatjar pel regne d'Ibèria, baixà fins a Egipte i Líbia, va arribar fins a l'Índia, des d'on va portar a Esparta i als seus guerrers la filosofia dels gimnosofistes, i va veure altres països, on en tots estudiava els seus sistemes de govern. Al seu retorn, considerat l'home que podia salvar el país, va anar a consultar l'oracle de Delfos del que en va rebre un dictamen favorable, i amb un grup d'homes influents que li podien donar suport amb les armes en cas de necessitat, va iniciar la tasca de legislar basada en tres principis: repartiment de la terra subordinant els interessos privats al bé públic, la imposició d'una estructura social basada en la vida militar on l'educació de la joventut estava encomanada a l'estat, i l'obligació de la senzillesa a la vida privada. La reforma no sembla haver-se produït de manera pacífica, ja que per exemple el repartiment de terres va suscitar nombroses oposicions. Plutarc explica que el rei Carilau fa fugir a amagar-se al temple d'Atena, cosa que per alguns historiadors va ser una necessitat i no un error com diu Plutarc.
Llavors va deixar Esparta per segona vegada després d'haver fet jurar als espartans que no canviarien les lleis fins que tornés, segons havia determinat una nova consulta a l'oracle de Delfos, i ja mai més va tornar. Amb la intenció de què les seves lleis fossin perpètues, va morir a l'exili, sense que es pugui determinar ni on ni quan. Va ser llavors que els espartans li van dedicar un temple on se celebraven sacrificis anuals, segons expliquen Heròdot, Plutarc i Estrabó.

## Constitució de Licurg
A la constitució de Licurg s'establia una diarquia, una aristocràcia (representada per un senat) i una democràcia (l'assemblea popular representada pels èfors). Rics i pobres eren tractats iguals en educació, vestit, assistència, i tot el poble tenia dret a exercir els més alts càrrecs (eren electors i elegibles). Un consell de nou magistrats tenia poder per dictar sentències de mort. Els reis tenien una funció dirigent com a jutges, sacerdots i caps militars, però progressivament van perdre més o menys prerrogatives, ja que judicialment només van retenir alguna jurisdicció (successió i propietat), com a caps militars havien d'esperar el dictamen dels comissionats del senat; les funciones religioses foren les que van conservar gairebé intactes.
Tot i això, hi havia un cos especial de ciutadans coneguts pels homoioi, Ὅμοιοι, que sembla que formaven un cos exclusiu amb privilegis, però potser es tractava de ciutadans plens en contraposició a lliberts (antics esclaus) que tenien algunes limitacions. L'assemblea popular era la reunió de tots els espartans doris de més de 30 anys, i aprovaven o rebutjaven les lleis proposades pels reis (sense poder esmenar-les).